# 森川真行
森川 真行（もりかわ まさゆき）は、日本のテレビ・映画プロデューサー。株式会社ファインエンターテイメント代表取締役。北海道出身。

## 来歴・人物
- ホリプロを経てファインエンターテイメントを設立。多くの作品を手がける。プロデューサー作品の90％ほどは、本人の企画によるものである。

## 主な作品

### 映画
- 恋空（2007年）
- もし高校野球の女子マネージャーがドラッカーの『マネジメント』を読んだら（2011年）
- 今日、恋をはじめます（2012年）
- クローバー（2014年）
- 少女（2016年）
- ピーチガール（2017年）
- 不能犯（2018年）
- honey（2018年）
- ニセコイ（2018年）
- 仮面病棟（2020年）
- 糸（2020年）
- 嘘喰い（2022年）
- 極主夫道 ザ・シネマ（2022年）
- バイオレンスアクション（2022年）
- ある閉ざされた雪の山荘で（2024年）
- からかい上手の高木さん（2024年）

### ドラマ
- 生徒諸君!（フジテレビ 1987年）
- 別れてもダメな人（テレビ朝日 1988年）
- 赤いお月様（テレビ東京 1988年）
- あじさい色のレディ（テレビ東京 1988年）
- 原色恋愛図鑑（TBS 1989年）
- お嬢さんシリーズ①お嬢さん現金に気をつけて（フジテレビ 1989年）
- 年上の危険な女（テレビ東京 1989年）
- 恋の街 東京（TBS 1989年）
- 東京Xマス・ラブウォーズ（TBS 1989年）
- ばちあたり常夏娘（TBS 1989年）
- 第8法廷（全23話）（フジテレビ 1989年）
- お嬢さんシリーズ②お嬢さん、殺人にご用心!（フジテレビ 1990年）
- なかよし（TBS 1990年）
- アホバカOL VS 24時間男の激突（TBS 1990年）
- 愛してるよ!先生（TBS 1990年）
- お嬢さんシリーズ③お嬢さん朝食をご一緒に!（フジテレビ 1990年）
- なかよし②（TBS 1990年）
- 姉貴の恋人（TBS 1990年）
- 父と娘の結婚戦争（TBS 1991年）
- お嬢さんシリーズ④OLは泥棒がお好き!?絵画財テクの企業を狙った完全犯罪 30億円名画を盗め!!
- 熱帯夜（日本テレビ 1991年）
- 鎌倉恋愛委員会（TBS 1991年）
- イブは初恋のように（TBS 1991年）
- ニュースなあいつ（読売テレビ 1992年）
- 本当にあった怖い話「愛犬が知らせた死」（テレビ朝日 1992年）
- エクレア気分（読売テレビ 1992年）
- 結婚相談殺人事件（日本テレビ 1992年）
- 人間交差点 冬の遊園地（TBS 1994年）
- 本当にあった怖い話「ゴーストと同棲する女」（テレビ朝日 1992年）
- 本当にあった怖い話「マタニティドレス」「ダイヤルQ2の罠」（テレビ朝日 1992年）
- 本当にあった怖い話「呪われた課長の椅子」「髪」（テレビ朝日 1992年）
- いつか好きだと言って（TBS 1993年）
- とっても母娘（TBS 1995年）
- b早乙女千春の添乗報告書①金沢湯けむりツアー殺人事件（TBS 1995年）
- 海がきこえる～アイがあるから（テレビ朝日 1995年）
- 花嫁は16才!（テレビ朝日 1995年）
- ミラクル仮面高校生（朝日放送テレビ 1995年）
- 早乙女千春の添乗報告書②青森湯けむりツアー殺人事件（TBS 1996年）
- 早乙女千春の添乗報告書③草津湯けむりツアー殺人事件（TBS 1996年）
- 義務と演技（TBS 1996年）
- 早乙女千春の添乗報告書④伊豆湯けむりツアー殺人事件（TBS 1996年）
- ブライダルコーディネーターの事件簿①疑惑の花嫁（TBS 1997年）
- 早乙女千春の添乗報告書⑤萩・津和野湯けむりツアー殺人事件（TBS 1997年）
- ナースな探偵①（フジテレビ 1997年）
- ナースな探偵②（フジテレビ 1998年）
- 殺人美容室（フジテレビ 1998年）
- 地獄の花嫁①（フジテレビ 1999年）
- 盲目主婦山科冬子 私は夫に殺される！（TBS 1999年）
- ツインズな探偵①（フジテレビ 1999年）
- デパートガール探偵（フジテレビ 2000年）
- ナースな探偵③（フジテレビ 2000年）
- おばさん会長・紫の犯罪清掃日記！ゴミは殺しを知っている①（TBS 2000年）
- 美容エステ探偵①（フジテレビ 2000年）
- ツインズな探偵②（フジテレビ 2000年）
- スタイル!（テレビ朝日 2000年）
- 愛は正義（テレビ朝日 2001年）
- 地獄の花嫁②（フジテレビ 2001年）
- 招かれざる客（テレビ東京 2001年）
- いなか刑事伊原泰三の退職捜査日誌（テレビ東京 2001年）
- 美容エステ探偵②（フジテレビ 2001年）
- 事件記者浦上伸介①（テレビ東京 2001年）
- おばさん会長・紫の犯罪清掃日記！ゴミは殺しを知っている②（TBS 2001年）
- 小京都サスペンス かぐや姫伝説殺人事件（テレビ東京 20011年）
- いなか刑事伊原泰三の退職捜査日誌②（テレビ東京 2002年）
- 女子アナ刑事（フジテレビ 2002年）
- 事件記者浦上伸介②（テレビ東京 2002年）
- 地獄の花嫁③（フジテレビ 2002年）
- おばさん会長・紫の犯罪清掃日記!ゴミは殺しを知っている③（TBS 2002年）
- 草津・榛名・伊香保 混浴温泉殺意の連鎖！（テレビ東京 2002年）
- いなか刑事伊原泰三の退職捜査日誌③（テレビ東京 2002年）
- おばさん会長・紫の犯罪清掃日記!ゴミは殺しを知っている④（TBS 2003年）
- 山村美紗サスペンス 税関検査官・今井陽子（テレビ東京 2003年）
- ツインズな探偵③（フジテレビ 2003年）
- 外科医さやかの執刀事件簿（TBS 2003年）
- 刑事調査官 玉坂みやこ①（フジテレビ 2003年）
- 炎の警備隊長 五十嵐杜夫①（テレビ朝日 2003年）
- 女金融道シリーズ①（TBS 2003年）
- 夏樹静子サスペンス 特捜刑事・遠山怜子①（テレビ東京 2003年）
- 結婚相談員 末永卯月の推理案内状 地獄の花嫁④（フジテレビ 2003年）
- おばさん会長・紫の犯罪清掃日記!ゴミは殺しを知っている⑤（TBS 2003年）
- 炎の警備隊 五十嵐杜夫②（テレビ朝日 2004年）
- 事件記者浦上伸介③（テレビ東京 2004年）
- 財務捜査官 雨宮瑠璃子①（TBS 2004年）
- 結婚相談員 末永卯月の推理案内状 地獄の花嫁⑤（フジテレビ 2004年）
- 刑事調査官 玉坂みやこ②（フジテレビ 2004年）
- 夏樹静子サスペンス 特捜刑事・遠山怜子②（テレビ東京 2004年）
- ママは女医さん（TBS 2004年）
- 無名（TBS 2004年）
- おばさん会長・紫の犯罪清掃日記！ゴミは殺しを知っている⑥（TBS 2004年）
- グルメ弁護士VSダイエット検事（テレビ朝日 2005年）
- 財務捜査官 雨宮瑠璃子②（TBS 2005年）
- 検察官 キソガワ（テレビ東京 2005年）
- 女金融道シリーズ②（TBS 2005年）
- 六月の花嫁2005 四重奏（日本テレビ 2005年）
- 女系家族（TBS 2005年）
- 炎の警備隊長 五十嵐杜夫③（テレビ朝日 2005年）
- 農家の嫁は弁護士！①（テレビ東京 2005年）
- 大空港警察副署長（フジテレビ 2005年）
- ですよねぇ。（TBS 2006年）
- 園長先生は名探偵（フジテレビ 2006年）
- ある愛の詩（TBS 2006年）
- おばさん会長・紫の清掃犯罪日記!ゴミは殺しを知っている⑦（TBS 2006年）
- 保育士探偵 危機100発！（日本テレビ 2006年）
- 事件記者浦上伸介④（テレビ東京 2006年）
- 炎の警備隊長 五十嵐杜夫④（テレビ朝日 2006年）
- 農家の嫁は弁護士！②（テレビ東京 2006年）
- スイーツドリーム（TBS 2006年）
- 恍惚の人（日本テレビ 2006年）
- 女金融シリーズ③（TBS 2006年）
- 熟年結婚・妻への詫び状（テレビ東京 2006年）
- 財務捜査官 雨宮瑠璃子③（TBS 2007年）
- 炎の警備隊長 五十嵐杜夫⑤（テレビ朝日 2007年）
- 事件記者浦上伸介⑤（テレビ東京 2007年）
- 農家の嫁は弁護士！③（テレビ東京 2007年）
- 家族へのラブレター（フジテレビ 2007年）
- 千の風になって ドラマスペシャル・第1弾「家族へのラブレター」（フジテレビ・FNS系列局全国ネット 2007年8月3日、金曜プレステージ）
- デパート仕掛人！天王寺珠美の殺人推理①（テレビ朝日 2007年）
- 炎の警備隊長 五十嵐杜夫⑥（テレビ朝日 2007年）
- 冠婚葬祭探偵 福本華恵（TBS 2007年）
- 財務捜査官 雨宮瑠璃子④（TBS 2008年）
- てやんでいBaby（WOWOW 2008年）
- 事件記者浦上伸介⑥（テレビ東京 2008年）
- 秘書のカガミ（テレビ東京 2008年）
- デパート仕掛人！天王寺珠美の殺人②（テレビ朝日 2008年）
- 炎の警備隊長 五十嵐杜夫⑦（テレビ朝日 2008年）
- 白衣の天使は見た！外科病棟殺人カルテ（フジテレビ 2008年）
- 農家の嫁は弁護士！④（テレビ東京 2009年）
- 十津川刑事の肖像 人捜しゲーム（フジテレビ 2009年）
- LOVE GAME（讀賣テレビ 2009年）
- 命のバトン～最高の人生の終わり方～第一夜・第二夜（テレビ東京 2009年）
- 実録ドラマスペシャル 妻よ！松本サリン事件（フジテレビ 2009年）
- デパート仕掛人！天王寺珠美の殺人③（テレビ朝日 2009年）
- 隠蔽指令（WOWOW 2009年）
- 財務捜査官 雨宮瑠璃子⑤（TBS 2009年）
- 炎の警備隊長 五十嵐杜夫⑧（テレビ朝日 2010年）
- おばさん会長・紫の清掃犯罪日記!ゴミは殺しを知っている⑧（TBS 2010年）
- 十津川刑事の肖像② 一千三百万人誘拐計画（フジテレビ 2010年）
- ヒミツの関係～先生は同居人～（BeeTV 2010年）
- 十津川刑事の肖像③ 危険な判決（フジテレビ 2010年）
- デパート仕掛人！天王寺珠美の殺人推理④（テレビ朝日 2010年）
- クローバー（テレビ東京・TXN系列局ほか一部ネット、2012年4月期クール、ドラマ24）
- 天の方舟（WOWOW・衛星放送 2012年12月9日 - 2013年1月6日、連続ドラマW）
- マルホの女〜保険犯罪調査員〜（テレビ東京・TXN系列局全国ネット 2014年4月期クール、金曜8時のドラマ）
- 平成猿蟹合戦図（WOWOW・衛星放送 2014年11月15日 - 12月20日、連続ドラマW・土曜オリジナルドラマ）
- 硝子の葦（WOWOW・衛星放送 2015年2月21日 - 3月14日、連続ドラマW・土曜オリジナルドラマ）
- 特命刑事 カクホの女（テレビ東京・TXN系列局全国ネット 2018年1月期クール、金曜8時のドラマ）
- 声ガール!（朝日放送テレビ4月6日～・テレビ朝日4月7日～ ドラマL 2018年）
- ダブル・ファンタジー（WOWOW・衛星放送 2018年6月16日 - 7月7日、連続ドラマW・土曜オリジナルドラマ）
- 深夜のダメ恋図鑑（朝日放送テレビ・テレビ朝日 ドラマL 2018年）
- 盗まれた顔（WOWOW 連続ドラマW 2019年）
- カカフカカ（毎日放送 ドラマ特区 2019年）
- 仮面同窓会（東海テレビ・フジテレビ系全国ネット オトナの土ドラ 2019年）
- ランウェイ24（朝日放送テレビ・テレビ朝日 ドラマL 2019年）
- 特命刑事 カクホの女2（テレビ東京 金曜8時のドラマ 2019年）
- 極主夫道（読売テレビ・日本テレビ系全国ネット 日曜ドラマ（読売テレビ制作）、2020年）
- じゃない方の彼女（テレビ東京系全国ネット、ドラマプレミア23、2021年）
- しろめし修行僧（テレビ東京系全国ネット、ドラマ24、2022年）
- PJ 〜航空救難団〜（テレビ朝日系、木曜ドラマ、2025年）